# モノランモノラン
『モノランモノラン』(Monoran Monoran) は、NHK教育テレビジョン（教育テレビ）の幼児向け番組『おかあさんといっしょ』内で2009年（平成21年）3月30日から2011年（平成23年）3月26日まで放送されたミニコーナーである。『おかあさんといっしょ』の着ぐるみ人形劇の11作目にあたる。

## 概要
本コーナーは2009年（平成21年）2月3日に発表された。1話5分（最終回は約8分）の実写映像で構成される。21世紀に初回を放送した最初の人形劇になった。
着ぐるみを3人とする構成は第8作『にこにこ、ぷん』以来で（前作は4人）、現時点まで継続中である。また、前作ではほとんどいなかったサブキャラクターが本作では多数設定された。これにより、前作『ぐ～チョコランタン』で一旦途絶えたサブキャラクターによるコーナー幕間のアイキャッチが復活した。当時の人形劇作品では珍しく、話の前後には大友龍三郎によるナレーションが挿入された。
ライゴー、スイリン、プゥートの設定が3人とも小鬼（正確には子鬼）なのは第5作『うごけぼくのえ』以来で、現時点までで最後の作品になっている。また、番組タイトルが全て片仮名表記なのは第1作『ブーフーウー』以来2度目で、キャラクターの名前から取っていないものは初めてになる。
ビビットなボディカラーが特徴であるキャラクターデザインは山根Yuriko茂樹が担当した。主にアコーディオンが使用される音楽は、フェイスミュージック所属の斎藤ネコが担当した。
2011年（平成23年）2月14日に人形劇を『ポコポッテイト』に交代することが発表され、本作は2年で放送終了となった。これは第3作『とんちんこぼうず』、『うごけぼくのえ』に次いで短く、ロングランとなった近年の作品に比べると著しく短い。人形劇ごとに変更されていたオープニング・エンディングなどは『ポコポッテイト』への交代後も継続される。
同年6月1日、『ポコポッテイト』の放送期間中に、NHK教育テレビジョンの略称が「教育テレビ」から「Eテレ」に変更されため、今作は全話、「教育テレビ」で放送された最後の人形劇である。
2025年（令和7年）現在、放送終了後のゲスト出演は一切していないが、2019年（令和元年）8月に放送された『おかあさんといっしょ 60年スペシャル』では歴代の人形劇の1作として本作が取り上げられた。
NHKアーカイブスでは2023年現在映像は公開されていないが、放送した記録はある。

## このコーナーの放送時間
| 期間       | 期間       | 放送時間 (JST) | 放送時間 (JST) | 放送時間 (JST) | 放送時間 (JST) |
| 期間       | 期間       | 本放送         | 再放送         | 再放送         |                |
| 期間       | 期間       | 本放送         | 平日           | 土曜           |                |
| ---------- | ---------- | -------------- | -------------- | -------------- | -------------- |
| 2009.03.30 | 2010.03.27 | 08:37 - 08:42  | 16:22 - 16:27  | 17:02 - 17:07  |                |
| 2010.03.29 | 2011.03.26 | 08:12 - 08:17  | 16:32 - 16:37  | 17:12 - 17:17  |                |

## あらすじ
3人の架空の動物である子鬼、「ライゴー」、「スイリン」、「プゥート」が、長く使われることで喋るようになった「もの」（九十九神）の町「ものものランド」を舞台に、それぞれ持つ道具を使って、立派に成長するために修行する物語である。

### 最終回
ライゴー、スイリン、プゥートは、いよいよ修行試験をすることになった。おじいさん達は3人を呼び、修行試験のことを伝える。試験の内容はスイリンに持たされた100年に一度しか咲かない花を咲かせることだった。どんな花が咲くのか、期待を膨らませる3人は今までの修行の内容を思い出す。
梅雨明けで夏を呼ぶ時はイメージを膨らませること、雪を降らせる時はみんなで力を合わせること、春一番を吹かせる時は新しい季節が来てみんなが喜ぶ姿を思い浮かべること。ついに花を咲かせる時。最初にプゥートがヒューヒュー袋を使って風を起こし、ライゴーがゴロゴロ太鼓を使って雷を鳴らし、スイリンがザーザー如雨露を使って雨を降らす。そして、みんなの気持ちをひとつにし、力を集めると、光るしずくができる。そのしずくが花に落ちるとキレイな花が咲いた。花を持っておじいさん達に報告する3人、見事合格できた。
すると今回咲かせた花に、合格のスタンプが押されたカードを渡されるが、よく見ると他にも花が2つ。今度はプゥートにサボテンを持たされた。修行を終えるには雨・風・雷、3つの花を咲かせる必要があった。「ヒュー…だいたいこれくらいの修行で、一人前になれる訳ないじゃないか」、「君達のお父さんやお母さんは、何年も何年もかかって神様になったどこどん」、「つまり、修行の道は、まだまだ長～いってことね。頑張りましょ！」と道具達に言われる。引き続き修行を頑張る様に言われた3人は"へコーン"となる。
一方おじいさん達は、孫達の成長を喜び、温泉につかりながら合格記念で乾杯するのだった。これからも修行頑張ろうと気合満々の3人は修行続けるのだった。まだまだこの先も、ものものランドに3人の元気な声が響き渡ることだろう。いつか立派な雷神・水神・風神になる、その日まで。

## キャラクター

### メインキャラクター
ライゴー
声 - 山田ふしぎ
雷神の孫。純粋でとても優しい心の持ち主。下記の二人とは異なり、角は頭ではなく鼻そのものになっている。一人称は「ぼく」で、立ち位置は左。
食いしん坊でのんびり屋。優柔不断で、植物と会話ができる力を持っている。その為、野菜や米を自宅の裏の畑で育てている。意外に我慢強い。石をコレクションにしており、中には光り出す不思議なものもある。
行動もゆっくりで、急ぐと余計に時間がかかる。ちょっと目を離したらすぐ昼寝をする。
じゃんけんでは非常に弱く、加えて体力も低いが、突然他人が出来ない事をいとも簡単にこなしてしまう天才的な面もある。
使う道具は雷を起こす『ゴロゴロ太鼓』。1度だけ皆の道具を入れ替えた事があるが、使い方がみんな違った。体色は主にオレンジ色。頭は「雷雲」をイメージしている。好物はおにぎりと焼き芋、嫌いな食べ物は梅干し。
スイリン
声 - 城雅子
本作のヒロイン。水神の孫。しっかりしていて面倒見が良いお姉さんタイプで、争いを好まない平和主義で真面目、そしてお人好みで世話好きな3人のまとめ役。他の二人とは異なり、角が2本生えている。一人称は「わたし」で、立ち位置は中央。
驚くとよく「ギョギョ！」と喋る癖があり、語尾に「〜いくぞー！」「〜するぞー！」「〜やるぞー！」を付けてしゃべるなど、お姉さんっぽい性格。また、気分が良い時は語尾に「ルンルン♪」と付ける。たまにおせっかいになってしまうことがあり、カエルが苦手で、見ると「ギョベベベ〜！」と叫ぶ。負けん気が強く、向こう見ずな点があるが、実は怖がりな点もあり、一度破綻し、困った事があると大泣きをしてしまう。明るく元気で綺麗好きで、家の掃除をよくしている。
使う道具は雨を降らす『ザーザー如雨露』。体色は主に黄色。服は「降る雨」をイメージしている。好物はホットケーキとカレー、嫌いな食べ物はたまねぎ。
プゥート
声 - 山口勝平
風神の孫。慌てん坊で落ち着きが無い。思い立ったら即行動。風のように元気。顔に水色の大きな丸いものが付いているが、これはおしゃぶりではなく鼻である。一人称は「おいら」で、立ち位置は右。
よく朝寝坊をする。お洗濯が得意で、洗濯物を乾かす時にヒューヒュー袋を使って乾かす。負けず嫌いで、ジャンケンはとても強い。逃げ足が速い。目先の事で突っ走る。紙飛行機が大のお気に入り。ぱこさんに恋をしている。
使う道具は風を起こす『ヒューヒュー袋』。たまに買い物袋としても使う。体色は主にピンク。頭は「風」をイメージしている。得意技はサッカー。嫌いな食べ物はトマトだったが、後に克服することができた。
キャスティング
山口は前作『ぐ〜チョコランタン』のジャコビ役から引き続き出演した。2作品連続でメインキャラクター出演は、第7作『ブンブンたいむ』の「ごじゃえもん」 → 第8作『にこにこ、ぷん』の「ふくろこうじ・じゃじゃまる」役の肝付兼太、同じく『にこにこ、ぷん』の「ぽろり・カジリアッチⅢ世」 → 前々作『ドレミファ・どーなっつ!』の「れおなるど・とびっしー（れっしー）」役の中尾隆聖と、直近では3人目で、現時点までで最後の人物になっている。

### サブキャラクター

#### 修行の道具
ゴロゴロ太鼓
声 - 小林優子
ライゴーが使用するでんでん太鼓。一人称は「ぼく」で、口癖は「どこどん」。
「雷鳴れ鳴れ、ゴロゴロ太鼓！」の掛け声で雷を鳴らす。前向きだがせっかちで、のんびり屋のライゴーとはテンポが合わない事もある。
7人兄弟の末っ子で、元々は兄達と共に過ごしていたが、兄達と音を合わす事が出来なかった為、音を合わす事が出来るように自身もライゴーと共に修行する。
ザーザー如雨露
声 - 植竹香菜
スイリンが使用する如雨露。一人称は「わたし」で、口癖は「ジョジョ」。
「雨よ降れ降れ、ザーザー如雨露！」の掛け声で雨を降らせる。気が強く口やかましい為、スイリンとはよく喧嘩になるが、すぐ仲直りする。
以前は花屋の花ちゃんが植物に水をやる時に使われていた。ものものランドにやってきたときに水神から頼まれ、スイリンの修行を手伝う事になった。
ヒューヒュー袋
声 - こおろぎさとみ
プゥートが使用する袋。一人称は「おれ」で、口癖は「フッ」または「ヒュー…」。
「風よ吹け吹け、ヒューヒュー袋！」の掛け声で風を吹かせる。温かい風を吹かせる事も可能。
元々は風神が使用していた袋で、人間界に行きたいという願望があり人間界に行ったが、ただのビニール袋として扱われた為、ものものランドに戻り、自身の能力を生かす為、プゥートの修行を手伝う事になった。買い物袋等、本来と違う使い方をされるのを嫌がる。しかし、ビニール袋が落ちていて、それを可哀想に思った主人公達が修復し、顔を書いて彼の妹となった。そしてぽす太郎が重そうに手紙を運んでいるのを見た彼はぽす太郎にあげる事を決意した。

#### ものものランドの住人
ポス太郎
声 - 小林優子
赤いポストの姿をしている。仕事は郵便配達等。口癖は「ポッス」。以前は郵便局に置かれた一つ穴のポストだった。ビデオカメラを持っていて以前ものものランドの仲間の行いを暴露するような映画を作ったことがある。持ち物に名前を書くなど物を大切にする。ラグビーと詩が趣味で作詩のときは自らを「ポスティーユ」と名乗る。冬の時期は火の用心の見回りをしている。嘗て郵便局にいた時代、姥と女の子がやって来て、いつも手紙を入れて貰い、姥が女の子に「100年もたっているんだよ」と言って、次の日、その女の子が午後、小雨が降る中、100歳記念のチューリップを持ってきてくれ、嬉しくて泣いた所でものものランドにやって来て、喋ったり動けるようになった。
救急ぱこさん
声 - こおろぎさとみ
救急箱の姿をしている。プゥートの憧れの的。口癖は「ぱこ」。以前は保育園の救護室にあった救急箱だった。アリが苦手。足が速くて、運動会のアンカーを任される。おでんが好物。
虫眼鏡の探偵さん
声 - 大友龍三郎
虫眼鏡の姿をしている。いつも事件を探している探偵。しかし、推理はいつも的外れである。口癖は「シャキーン！」「であーる」「あるからして」。一人称は「わがはい」。以前は名探偵ニャーロック・ホームズ愛用の虫眼鏡だった。口癖もニャーロックからとった。将来の夢はロックミュージシャンだった。ハンモックで昼寝をするのが好きで、ピヨちゃんという可愛がっている小鳥がいる。
ガイ父さん
声 - 尾形雅宏
普段は眠っているが、時々起きて主人公達に色々と教えてくれる。ものものランドの事以外でも何でも知っていて、ものものランドの皆に尊敬されている。最初にものものランドに来た存在。
時計三姉妹
左から、次女のトキエ（声 - 植竹香菜）、長女のトキコ（声 - 小林優子）、三女のトキミ（声 - こおろぎさとみ）。
主人公たちの家に300年以上住んでいて、ご飯やおやつの時間を歌で教えてくれる。主人公達に歌を教えた事がある。コーナー幕間のアイキャッチも担当し、「ちくたくちくたくそれからどうなった」とコーラスする。「次の日ー」もコーラスする。ものものランドに来る前はアンティークの時計で、1度も時間が狂ったり遅れたりする事は無かったと述べている。
フライパン師匠
声 - 尾形雅宏
主人公達の家にある、ホットケーキを100万枚以上作ったフライパン。風来坊先生と料理修業に出ていた事もあり、どんな料理でも作れる。パコさんが親戚が持って来たせいろで料理した野菜を主人公達に食べさせた所、フライパンを使わないのが気に食わず、対決しようとした事がある。主人公達やパコさんには「師匠」と呼ばれている。持ち歌は「世界一のフライパン」と「世界一のホットケーキ」、負けず嫌いである。
カカッシー
声 - 不明
ライゴーが作った田んぼにいるかかし。もとは主人公達が作ったただのかかしだったが、人間界で大切にされていた帽子を被った事により喋れるようになった。ものものランドに来て間もない為、片言で喋る。因みに人間界で大切にされていた時代の帽子の頃、直してくれた男の子が片言で喋っていたが、真相は不明。以前風邪をひいて主人公達にマフラーを作ってもらった事がある。

#### 神様トリオ
メインキャラクターの家族が顔出しするのは第2作『ダットくん』のおじいさん、おばあさん以来で、名前付きなのは2022年（令和4年）3月に放送を終了した次々作『ガラピコぷ〜』までで唯一の作品である。
雷神
声 - 大友龍三郎
ライゴーの祖父でライゴーの責任者。とても怖くて怒りっぽくて冷徹で厳格でかなり短気な性格で、主人公達が怠けていたり悪いことをしたりするとすぐにおしおきの雷叱責を落とそうとする。
水神
声 - 尾形雅宏
スイリンの祖父でスイリンの責任者。スイリンと同じでホットケーキが大好物。
風神
声 - 山口勝平
プゥートの祖父でプゥートの責任者。

## 音楽
主題歌 「モノランモノランのテーマ」
作詞・金杉弘子 / 作曲・斎藤ネコ / 歌・ライゴー、スイリン、プゥート
エンディングテーマ「あしたてんきにな〜れ！」
作詞・日暮真三 / 作曲・赤坂東児 / 歌・横山だいすけ、三谷たくみ、ライゴー、スイリン、プゥート
ライゴー、スイリン、プゥートいずれか1人の「最後は、あしたてんきにな〜れ！」の掛け声で始まる。トンネルをくぐる時はプゥートの「さぁ、元気にいっくぜぃ！」の合図で始まり、横山の掛け声で終了する。プゥートの立ち位置は固定である。別れの挨拶は、横山と三谷「それじゃあ、バイバーイ」→ 着ぐるみ3人「まったねー！」になり、この挨拶は次々作『ガラピコぷ〜』の「べるがなる」まで継続された。
本作が短期間で終了したため、『ポコポッテイト』に変更後も使用され、『ガラピコぷ〜』でも1年間使用された。
エンディングに着ぐるみが全員参加で掛け声が日替わり、同じく着ぐるみがトンネルを作るのは『ドレミファ・どーなっつ!』以来10年ぶりとなった。
挿入歌
「はじめましてのうた」
作詞 - ふじわらゆみえ、金杉弘子 / 作曲 - 斎藤ネコ / 歌 - ライゴー、スイリン、プゥート
ライゴー
「くもさんはえかきさん」 作詞：ふじわらゆみえ / 作曲：斎藤ネコ
スイリン
「がんばるきみはカッコイイ」 作詞 - ふじわらゆみえ、大熊智 / 作曲 - 斎藤ネコ
プゥート
「モグモグほっぺ」 作詞 ： ふじわらゆみえ、金杉弘子 / 作曲 ： 斎藤ネコ
「ないしょ おねしょ」 作詞：爪生明希葉、金杉弘子 / 作曲・編曲：斎藤ネコ
3人
「おはなのうた」 作詞 - ふじわらゆみえ、金杉弘子 / 作曲 - 斎藤ネコ
「おえかきのうた」
「ピヨピピピ」 作詞 - ふじわらゆみえ、金杉弘子 / 作曲 - 斎藤ネコ
「うちゅうはゆうえんち」 作詞 - ふじわらゆみえ、大熊智 / 作曲 - 斎藤ネコ
「あけちゃダメ!」
「しりとりのうた」
「おはようとこんにちは」
「どうぶつでておいで」
「ひろいそら」
「君もアイドル!」
「そらからのプレゼント」 作詞 ： ふじわらゆみえ / 作曲 ： 斎藤ネコ
「ずっとずっといっしょ」 作詞 - 金杉弘子 / 作曲 - 斎藤ネコ
「すきすきたのしい」
「なすビーナス」
作詞：ふじわらゆみえ、大熊智 / 作曲・編曲：斎藤ネコ / 歌：虫眼鏡の探偵さん / コーラス：ライゴー、スイリン、プゥート
フライパン師匠
「世界一のフライパン（ホットケーキ）」
時計三姉妹
「ドミソのハーモニー」 作詞 - ふじわらゆみえ、柿原優子 / 作曲 - 斎藤ネコ
キャラクター全員
「だいすきものものランド」 作詞 - ふじわらゆみえ、金杉弘子 / 作曲 - 斎藤ネコ

## 本コーナー以外への出演
直近の作品の人形劇キャラクターとは異なり、主役3キャラクターの出演は主に本作および「おかあさんといっしょ」のエンディング「あしたてんきにな〜れ！」のみだった。
紅白歌合戦
2010年の第61回NHK紅白歌合戦に、「おかあさんといっしょ」出演者と共に主役3キャラクター（ライゴー、スイリン、プゥート）が出場し、「ドコノコキノコ」のダンスを担当した。
おかあさんといっしょ関連
今月の歌
「ありがとうの花」 作詞・作曲 - 坂田おさむ / 編曲 - 池毅（2009年10月）
「みんなみんなみんな」 作詞 - 金杉弘子 / 作曲 - 斎藤ネコ（2011年2、3月）
「アップルパイひとつ」 作詞・作曲 - 黒田亜樹、みやざきみえこ（2009年夏特集）
「ブラブラせいじん」 作詞 - のぶみ / 作曲 - 谷口國博（2010年夏特集）
ゴッチャ！（特集）
ライゴーは「とけい」の踊り、スイリンは「くらげ」の踊り、プゥートは「えっさっさ」の踊りをする。
コーナー
「おおきい、ちっちゃいゲーム」 - 雷、雨、風のいずれかの動きを大きくしたり、小さくしたり、早くしたりするゲーム。
DVD
2010年度の今月の歌を収録したDVD「最新ソングブック ドコノコキノコ」の特典映像「すりかえかめんスペシャル 番組をすりかえちゃえの巻」には、メンバーがすりかえられた番組として登場した。具体的には次の通り。
- ゴッチャ！：いとうまゆ → スイリンと時計三姉妹。
- 自然映像：野生動物 → ライゴー。元ネタ同様に「ライゴー」とテロップまで入っている。
- 「ぱわわぷたいそう」：小林よしひさ→プゥート。タイトルも「ぱわわプゥート」に。

## ファミリーコンサート
| 公演   | タイトル                                                                                | 出演者（一部を除く） |
| ------ | --------------------------------------------------------------------------------------- | --- |
| 2009年 | モノランモノランこんにちは！                                                            | 横山だいすけ、三谷たくみ、小林よしひさ、いとうまゆ ライゴー、スイリン、プゥート |
| 2009年 | ETV50 キャラクター大集合 とどけ！ みんなの元気パワー 〜輝け！ こども番組元気だ！ 大賞〜 | 横山だいすけ、三谷たくみ、小林よしひさ、いとうまゆ ライゴー、スイリン、プゥート ワンワン、ことちゃん、エリック、ジェニー、ケボ、モッチ ワクワクさん、ゴロリ コニちゃん（東京公演のみ）、おおたか静流（大阪公演のみ） ゆい、つばさ、りか、りょうたろう ストレッチマン、あやめちゃん、まいん、どーもくん （VTR出演）こんどん、みのぽー、てれび戦士、ジュモクさん （VTR出演）アキラ、アリア、スコア、フラット、シャープ （VTR出演）おじゃる丸、スイちゃん、コッシー、サボさん |
| 2009年 | 星空のメリーゴーラウンド 〜50周年記念コンサート〜                                       | 横山だいすけ、三谷たくみ、小林よしひさ、いとうまゆ ライゴー、スイリン、プゥート ひなたおさむ、かまだみき、恵畑ゆう スプー、アネム、ズズ、ジャコビ 眞理ヨシコ、田中星児 坂田おさむ、神崎ゆう子、速水けんたろう、茂森あゆみ 杉田あきひろ、今井ゆうぞう、はいだしょうこ 天野勝弘、佐藤弘道 じゃじゃまる、ぴっころ、ぽろり |
| 2010年 | 青空ワンダーランド                                                                      | 横山だいすけ、三谷たくみ、小林よしひさ、いとうまゆ ライゴー、スイリン、プゥート ひなたおさむ、かまだみき、恵畑ゆう スプー、アネム、ズズ、ジャコビ |
| 2010年 | モノランモノランとくもの木                                                              | 横山だいすけ、三谷たくみ、小林よしひさ、いとうまゆ ライゴー、スイリン、プゥート |
| 2010年 | 森の音楽レストラン                                                                      | 横山だいすけ、三谷たくみ、小林よしひさ、いとうまゆ ライゴー、スイリン、プゥート 速水けんたろう、かまだみき |
| 2011年 | おいでよ！ 夢の遊園地                                                                   | 横山だいすけ、三谷たくみ、小林よしひさ、いとうまゆ ライゴー、スイリン、プゥート ワンワン （VTR出演）ゆうくん ひなたおさむ、かまだみき スプー、アネム、ズズ、ジャコビ |

## イベント
モノランモノランがやってきた!!
各地域で行われたキャラクターショー。
出演者 - ライゴー、スイリン、プゥート、瀧本瞳、坂田おさむ、杉田あきひろ、はいだしょうこ、関沢圭司
モノランモノラン ファミリーステージ

## スタッフ
- 企画 - NHKエデュケーショナル
- 原案 - 畠中恵
- 脚本 - 金杉弘子、大熊智、柿原優子
- キャラクター・セットデザイン - 山根Yuriko茂樹
- ロゴデザイン -森本千絵
- 音楽 - 斎藤ネコ
- 音楽制作 - ポニーキャニオン
- 音楽制作協力 - フェイス音楽出版
- 人形操演 - 小畑瑞美・木村ひとみ（ライゴー）、上岡志輔子・後藤春美（スイリン）、菊地信二・荒木純心（プゥート）
- 人形操作 - 山部俊文、依田久仁子、石塚由美
- 人形製作 - スドーアート工房
- 操演・小道具制作 - スタジオ・ノーヴァ
- オープニングアニメーション制作 - トマソン
- 制作 - NHK

## 備考
2009年度は番組の序盤に位置し、オープニングの後お兄さんとお姉さんたちのオープニングトークを経て始まっていた。番組のオープニングとは接続していないものの、番組の序盤で人形劇が放送されたのは1998年（平成10年）度以来、11年ぶりであった。2010年（平成22年）度は再び前作同様の中盤に移動したが、この移動後はおにいさん･おねえさんによる前振りが廃止されている。
「おかあさんといっしょ」のエンディングで降ってくるハート型の風船は、2010年6月7日の放送分から本作主人公の3人が描かれたデザインに変更された。

## 共演者
歴代の人形劇キャラクターとは、2009年当時『BSおかあさんといっしょ』に出演していた前作『ぐ〜チョコランタン』とのみ直接共演した。同番組のレギュラー陣（ひなたおさむ・かまだみき・恵畑ゆう）ともファミリーコンサートでのみ度々共演した。
比較的短期間で終了したこともあり、「おかあさんといっしょ」での共演メンバー（下記）は、本作放送中には全く変動しなかった。
- 小林よしひさ（11代目たいそうのおにいさん）
- いとうまゆ（『ズーズーダンス』→『ゴッチャ！』のおねえさん）
- 横山だいすけ（11代目うたのおにいさん）
- 三谷たくみ（20代目うたのおねえさん）